# Antilles néerlandaises aux Jeux olympiques d'été de 1976
Les Antilles néerlandaises participent aux Jeux olympiques d'été de 1976 à Montréal. Sa délégation est composée de 4 athlètes répartis dans 2 sports. Au terme des Olympiades, la nation n'est pas à proprement classée puisqu'elle ne remporte aucune médaille. 

## Liste des médaillés
Aucun athlète des Antilles néerlandaises ne remporte de médaille durant ces Jeux olympiques.